# 좌함 (전한)
좌함(左咸, ? ~ ?)은 전한 말기 ~ 신나라의 학자이자 관료로, 낭야군 사람이다. 영풍을 사사하였고, 태수·구경을 역임하였다.

## 행적
대사농·좌풍익을 역임하였다.
원수 2년(기원전 1년), 애제가 붕어하니 좌함은 복토장군(復土將軍)이 되어 장례를 주관하였다. 이후 대홍려로 전임되어, 대사마 왕망의 명을 받들어 거기장군 왕순과 함께 부절을 갖고 가 중산왕을 모셔왔고, 중산왕은 황제로 추대되었다(평제).
원시 원년(1년), 일식이 일어났다. 대홍려 좌함은 공거(公車)를 보내 초현을 불러들여 대책을 구하였고, 초현은 의랑(議郞)으로 제수되었다.
신 시건국 3년(11년), 춘추좨주(春秋祭酒)에 임명되어 태자에게 《춘추》를 가르치는 일을 맡았다.

## 출전
- 반고, 《한서》
  - 권12 평제기
  - 권19하 백관공경표 下
  - 권88 유림전
  - 권99중 왕망전 中
- 범엽, 《후한서》
  - 권81 독행열전